# Seweryny
Seweryny (ukr. Северини) – wieś na Ukrainie, w obwodzie chmielnickim, w rejonie starokonstantynowskim.